# Lytocarpia spiralis
Lytocarpia spiralis is een hydroïdpoliep uit de familie Aglaopheniidae. De poliep komt uit het geslacht Lytocarpia. Lytocarpia spiralis werd in 1930 voor het eerst wetenschappelijk beschreven door Totton. 